# Nueva Zelanda en los Juegos Olímpicos de Salt Lake City 2002
Nueva Zelanda estuvo representada en los Juegos Olímpicos de Salt Lake City 2002 por un total de 10 deportistas que compitieron en 5 deportes.  
La portadora de la bandera en la ceremonia de apertura fue la deportista de luge Angie Paul. El equipo olímpico neozelandés no obtuvo ninguna medalla en estos Juegos.

## Medallistas
El equipo olímpico neozelandés obtuvo las siguientes medallas: